# Attilio Peluso
Attilio Peluso (Sesto Campano, 30 aprile 1936) è un politico italiano.

## Biografia
Nato a Sesto Campano nel 1936, di professione insegnante, militò politicamente nelle file del Partito Socialista Italiano e ricoprì vari ruoli pubblici, quali consigliere comunale e assessore a Sesto, e consigliere provinciale di Isernia dalla prima legislatura del 1970.
Venne eletto presidente della Provincia di Isernia il 20 luglio 1990, guidando una giunta formata dai partiti in opposizione alla Democrazia Cristiana. Rimase in carica per tutta la legislatura fino all'8 maggio 1995, quando venne nuovamente eletto al consiglio provinciale e ricoprì la carica di assessore dal maggio 1995 al giugno 1999.